# Blažkov
Blažkov (deutsch Blaschkau) ist eine Gemeinde mit 294 Einwohnern (1. Januar 2015) in Tschechien. Sie befindet sich 8 km südwestlich von Bystřice nad Pernštejnem (Bistritz ob Pernstein) auf 515 m n.m. und gehört dem Okres Žďár nad Sázavou an.

## Geschichte
Urkundlich wurde das Dorf 1348 erstmals erwähnt, als die Ländereien der Herrschaft Zubštejn veräußert wurden. Danach gehörte der Ort über zwei Jahrhunderte den Pernsteins.

## Ortsteile
Die Gemeinde Blažkov besteht aus den Ortsteilen Blažkov und Dolní Rozsíčka (Unterrossitschek), die zugleich auch Katastralbezirke bilden.

## Sehenswürdigkeiten
- Evangelische Kirche der Böhmischen Brüder, eröffnet am 28. Oktober 1926
- Kapelle des Cyrill und Method